# George Bailey (krykiecista)
George John Bailey (ur. 7 marca 1982 w Launceston) – australijski krykiecista, reprezentant kraju.  Bailey jest praworęcznym odbijającym.  Grał w drużynie Tasmanii oraz drużynie Chennai Super Kings w Indian Premier League i Melbourne Stars w zawodach Big Bash League.  W 2012 został wybrany kapitanem drużyny narodowej w meczach Twenty20. Był pierwszym graczem od czasu Dave’a Gregory’ego w 1877 który został kapitanem australijskiej drużyny narodowej już w pierwszym rozgrywanym meczu.  Debiutował w meczu z Indiami 1 lutego 2012.